# Neoscopelus porosus
Espèce
Neoscopelus porosus est une espèce de poissons téléostéens (Teleostei).